# 西毛広域幹線道路
西毛広域幹線道路（せいもうこういきかんせんどうろ）は群馬県前橋市千代田町2丁目から高崎市・安中市を経由し、富岡市富岡を結ぶバイパス道路群である。

## 概要
実質的には主要地方道前橋安中富岡線のバイパス路線である。同県道の現道は大半の区間が片側1車線の道路で渋滞も頻発しており、この渋滞緩和・物流の効率化・観光振興、更には災害時に機能する道路ネットワークの構築を目的として建設が行われている。2024年時点では工区により路線名はまちまちで、主要地方道前橋安中富岡線とは別の県道路線のバイパスとして開通している区間も複数ある。現在は部分的な開通であり、令和11年度の全線開通を目指して群馬県主体で事業を進めている。

### 路線データ
- 起点：前橋市千代田町2丁目
- 終点：富岡市富岡
- 延長：27.8km
- 幅員：25.0～35.0m（車道13.0m）
- 区分：第4種第1級、第3種第2級（4車線、2車線）
- 設計速度：60km/h
- 全体事業費：1460億円

## 歴史
- 中央大橋を含む前橋工区の一部（千代田町三丁目交差点〜問屋町交差点間）は1974年（昭和49年）に供用済み[2]
- 2004年（平成16年）3月18日 - 国分寺工区（蒼海栄橋東交差点〜辻久保交差点間）が開通[3]
- 2012年（平成24年）4月25日 - 富岡工区（上高尾交差点〜しののめ跨線橋北交差点間）が暫定2車線で供用[2]
- 2015年（平成27年）9月13日 - 前橋工区の一部および元総社蒼海工区（問屋町交差点〜蒼海栄橋東交差点間）が開通[4]
- 2018年（平成30年）3月31日 - 中央第二工区（辻久保交差点〜観音寺南交差点間）が暫定2車線で開通[5]
- 2021年（令和3年）3月25日 - 安中工区（安中市下秋間〜安中市安中間）が開通[6]
- 2022年（令和4年）3月26日 - 高崎西工区（高崎北警察署前～ドドメキ交差点間）が開通[7]
- 2024年（令和6年）3月27日 - 高崎西工区（ドドメキ交差点～バンバ交差点間）が開通[8]

## 路線状況

### 前橋工区
- 路線名：主要地方道前橋安中富岡線（バイパス）、一般県道足門前橋線（バイパス）
- 延長：2.7km

4車線開通済み

### 【区画整理】元総社蒼海工区
- 路線名：一般県道足門前橋線（バイパス）
- 延長：1.1km

4車線開通済み

### 国分寺工区
- 路線名：一般県道足門前橋線（バイパス）
- 延長：1.6km

4車線開通済み

### 【区画整理】中央第二工区
- 路線名：高崎市道（都市計画道路3・3・59中央幹線）
- 延長：0.8km

一部区間暫定2車線（4車線化予定）

### 高崎工区
- 路線名：主要地方道前橋安中富岡線[9]（都市計画道路3・3・59中央幹線、都市計画道路3・5・11箕郷幹線）
- 延長：3.2km

事業中区間（4車線） 令和11年度開通見込み

### 高崎西工区
- 路線名：主要地方道前橋安中富岡線（バイパス）（都市計画道路3・5・11箕郷幹線、都市計画道路3・6・1榛名幹線）
- 延長：4.7km

開通済み（上芝南交差点以東は4車線、上芝南交差点以西は完成2車線）

### 高崎安中工区
- 路線名：一般県道下里見安中線[10]（都市計画道路3・6・1榛名幹線、都市計画道路3・6・10南北中央幹線）
- 延長：3.8km

事業中区間（2車線）　令和11年度開通見込み

### 安中工区
- 路線名：一般県道下里見安中線（バイパス）（都市計画道路3・6・10南北中央幹線）
- 延長：1.9km

2車線開通済み

### 安中富岡工区
- 路線名：一般県道安中富岡線[11]（都市計画道路3・6・10南北中央幹線、都市計画道路3・3・10富岡下黒岩幹線）
- 延長：6.3km

事業中区間（2車線）　令和11年度開通見込み

### 富岡工区
- 路線名：主要地方道前橋安中富岡線（バイパス）（都市計画道路3・3・10富岡下黒岩幹線）
- 延長：1.7km

暫定2車線で開通済み（4車線化予定）

## 通過する市町村
- 群馬県
  - 前橋市 - 高崎市 - 安中市 - 富岡市

## 交差する主な道路
- 国道17号、群馬県道3号前橋大間々桐生線 - 前橋市千代田町2丁目（千代田町三丁目交差点）
- 群馬県道105号総社石倉線 - 前橋市大渡町1丁目（大渡町交差点）
- 群馬県道10号前橋安中富岡線（産業道路） - 前橋市大友町3丁目（問屋町交差点）
- 群馬県道127号足門前橋線現道 - 高崎市塚田町（塚田交差点）
- 群馬県道25号高崎渋川線高崎渋川線バイパス - 高崎市棟高町（辻久保交差点）
- 群馬県道25号高崎渋川線現道 - 高崎市棟高町（観音寺南交差点）

この間未開通
- 群馬県道26号高崎安中渋川線 - 高崎市箕郷町上芝[7]（信号無交差点）
- 群馬県道29号あら町下室田線 - 高崎市本郷町（ドドメキ交差点）
- 国道406号 - 高崎市下里見町[8]（バンバ交差点）

この間未開通
- 群馬県道132号下里見安中線現道 - 安中市下秋間（自性寺北交差点）
- 群馬県道211号安中榛名湖線 - 安中市下秋間（秋間川橋南交差点）
- 国道18号安中バイパス - 安中市安中（安中市役所入口交差点）

この間未開通
- 群馬県道10号前橋安中富岡線現道 - 富岡市上高尾（上高尾交差点）
- 国道254号富岡バイパス、群馬県道46号富岡神流線 - 富岡市富岡（しののめ跨線橋北交差点）